# Линейный переулок (Сестрорецк)
Лине́йный переу́лок — переулок в городе Сестрорецке Курортного района Санкт-Петербурга. Проходит от 5-й линии до 4-й линии. Является продолжением Ручейного переулка.
Название появилось в 1930-х годах. Связано с тем, что переулок проходит перпендикулярно линиям поселка Александровская.